# 宝城街道 (罗山县)
宝城街道，原为城关镇，是中华人民共和国河南省信阳市罗山县下辖的一个街道办事处。

## 行政区划
宝城街道下辖以下村级行政区划单位：
新村社区、宝城社区、西小桥社区、天园社区、育才社区、陶园社区、大园社区、朝阳社区和梅湾社区。